# Test de Mood
Le test de Mood, également appelé test de Brown et Mood ou test des médianes, est un test statistique destiné à comparer les positions de deux jeux de données ; c'est un test non-paramétrique, c'est-à-dire qu'il ne suppose pas que les données suivent une loi de probabilité donnée. Ce test compare les médianes.

## Description
Considérons deux populations de taille respective m et n, (x1, x2, …, xm) et (y1, y2, …, yn). Les hypothèses du test sont :
- H0 : les médianes des deux populations sont égales ;
- H1 : les médianes des deux populations sont différentes.

Les deux populations sont rassemblées en une seule. On détermine la médiane z de la population globale, et l'on dénombre les éléments de chaque distribution inférieurs à la médiane :
- u éléments de la population (xi) sont inférieurs à la médiane ;
- v éléments de la population (yi) sont inférieurs à la médiane.

## Avantages et inconvénients
Le critère de position étant la médiane, le test permet de comparer des populations ayant des distributions différentes, et en particulier une population ayant une dispersion symétrique et une population ayant une dispersion dissymétrique. Ce test peut être pratiqué sur des populations de taille très différentes. D'un point de vue pratique, il revient à construire un tableau de contingence, il est donc simple à mettre en œuvre.
L'efficacité asymptotique de ce test est 2/π. Si les populations sont très proches de la loi normale, le test de rangs est plus efficace.
Par ailleurs, la médiane de la somme de deux populations de taille égale (xi + yi) n'est pas égale à la somme des médianes de (xi) et de (yi), ce qui peut poser un problème dans certains cas.